# Сьюдад-дель-Енканто
 Сьюдад-дель-Енканто  (ісп. Ciudad del Encanto) — природне утворення в пустелі Болівії. У перекладі з іспанської означає «Місто чарівності». 
Виявлено порівняно недавно, з цієї причини в авторитетних джерелах (географічних працях і енциклопедіях) не згадується.

## Географія
Знаходиться в пустельній місцевості, далеко від автомобільних трас і населених пунктів, на території департаменту Потосі в провінції Сур Ліпес (ісп. Sur Lípez / Sud Lípez), в 200 км на північний захід від міста Потосі. 

## Геологія
Являє собою величезний скельний блок з твердих порід вулканічного походження, в діаметрі - кілька кілометрів. У деяких місцях зустрічаються гроти.

## Фотогалерея

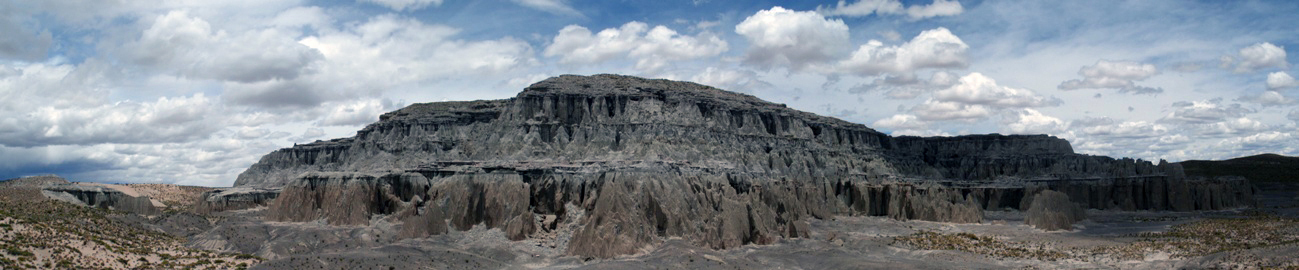
Сьюдад-дель-Енканто, панорамне фото з книги Пінчук В. В. «Двісті днів в Латинській Америці»

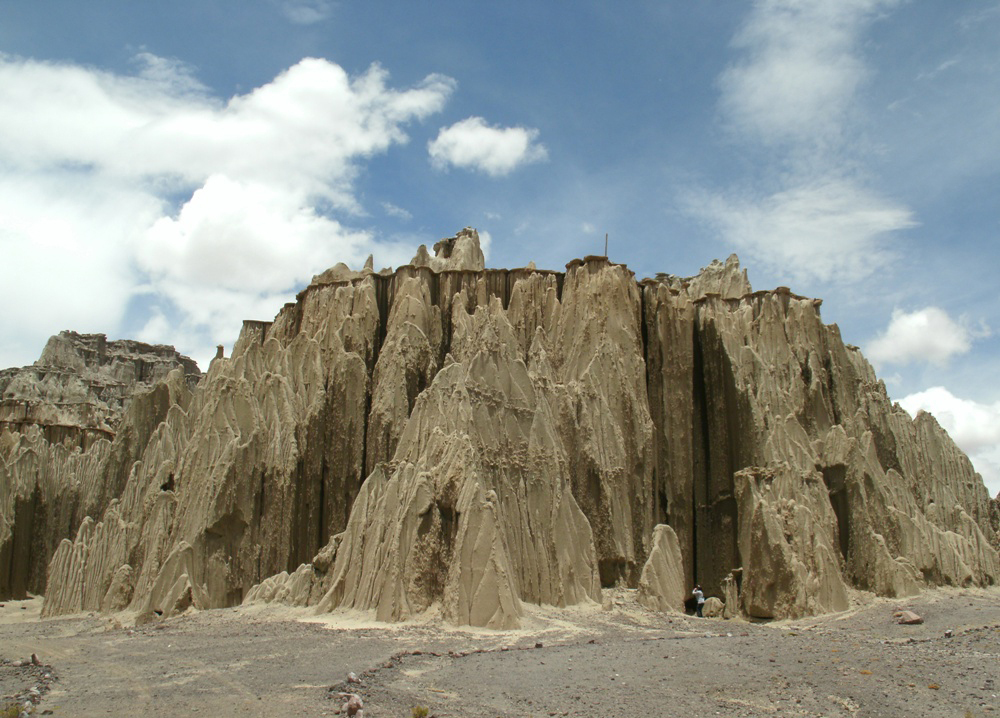
Сьюдад-дель-Енканто (1)
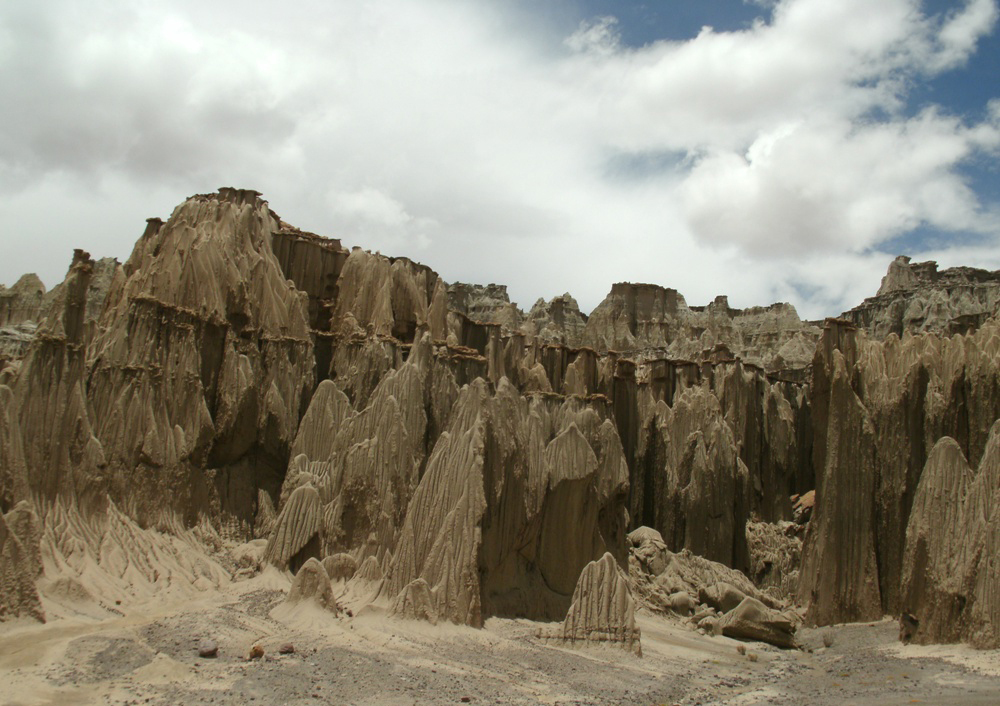
Сьюдад-дель-Енканто (2)
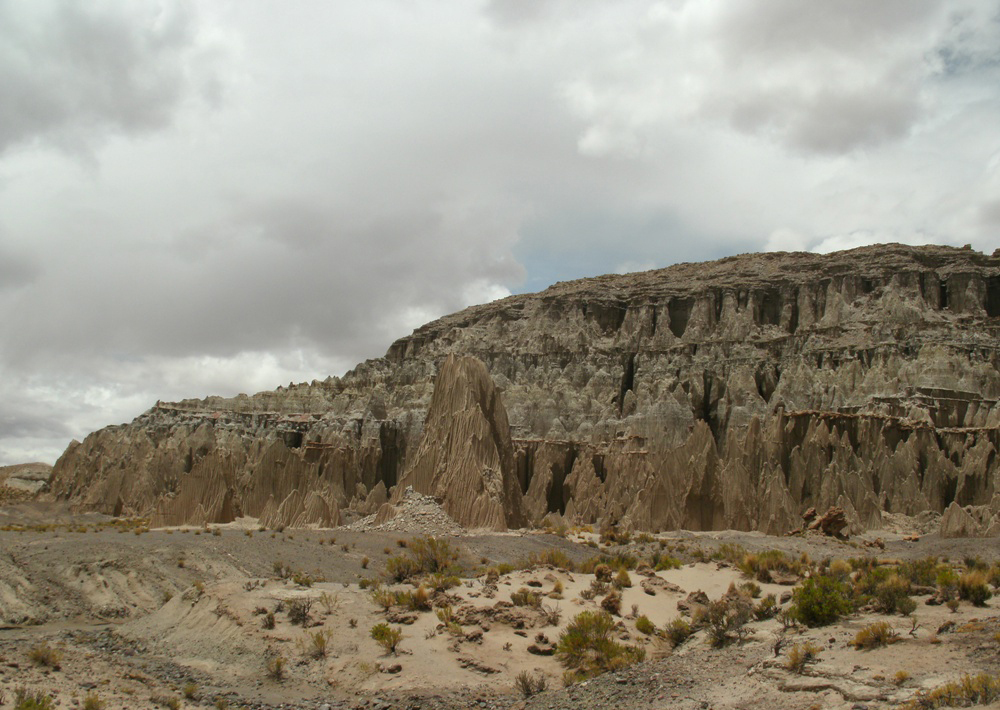
Сьюдад-дель-Енканто (3)
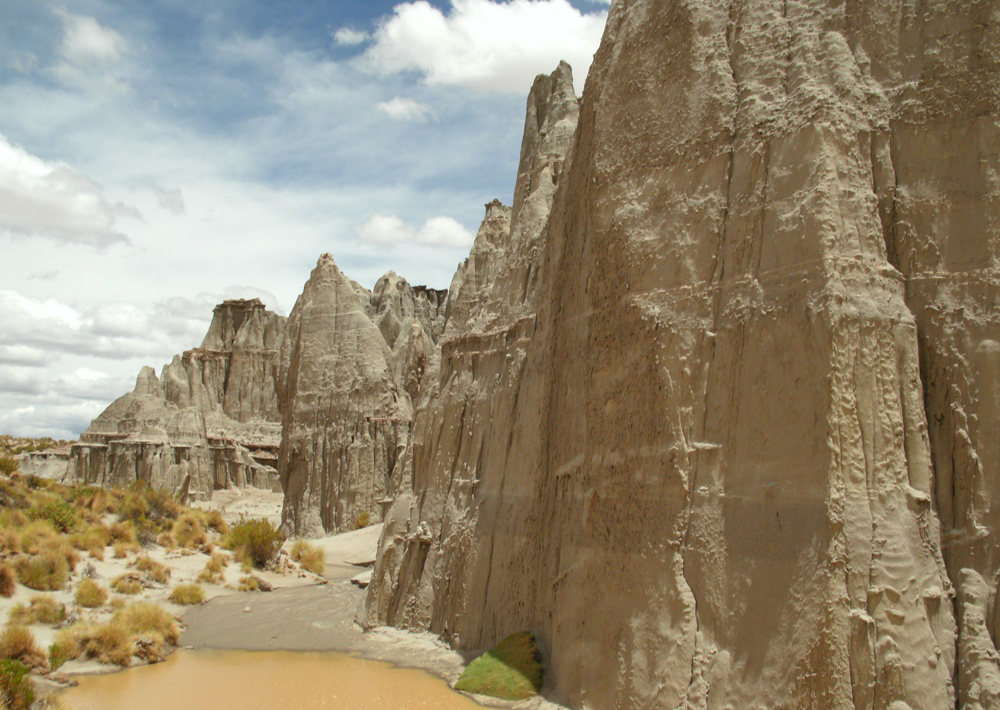
Сьюдад-дель-Енканто (4)
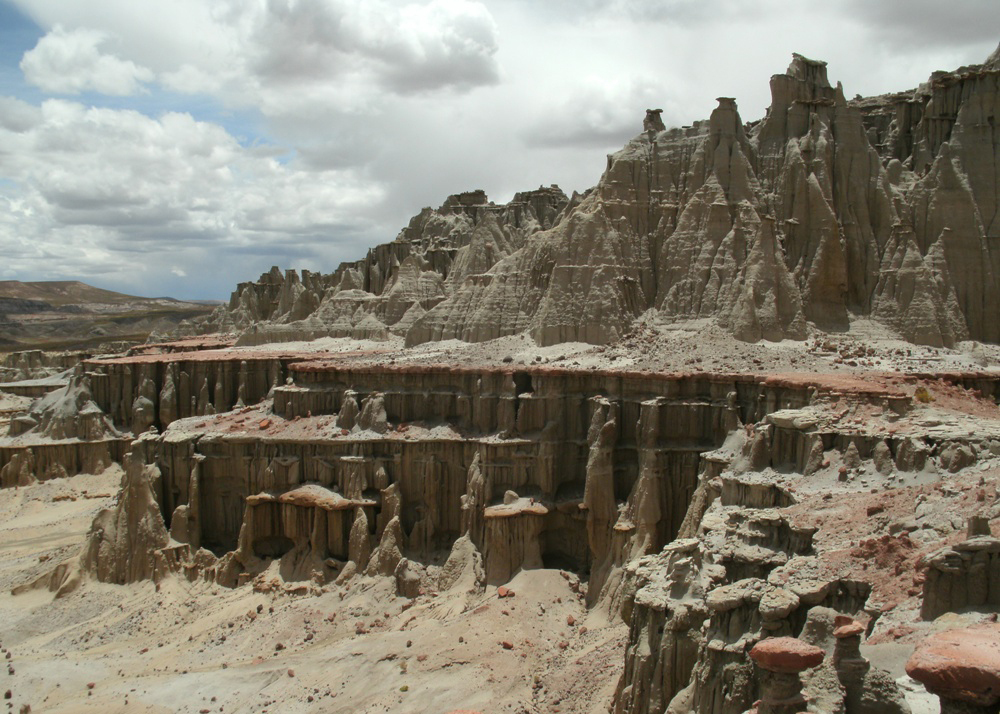
Сьюдад-дель-Енканто (5)
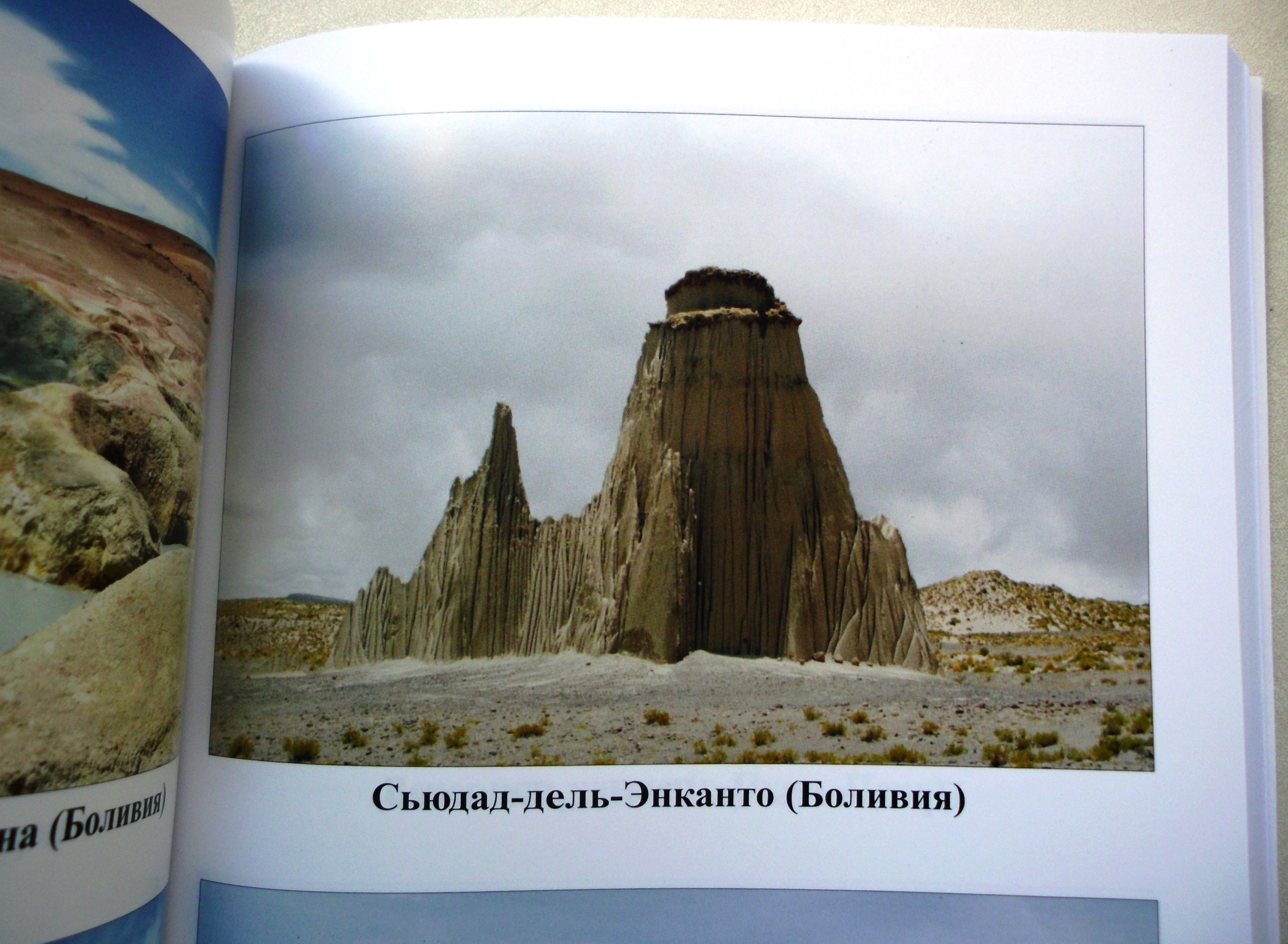
Сьюдад-дель-Енканто (6)

| Болівія | Це незавершена стаття з географії Болівії. Ви можете допомогти проєкту, виправивши або дописавши її. |